# Raiffeisenbank Ostprignitz-Ruppin
Die Raiffeisenbank Ostprignitz-Ruppin eG ist eine Genossenschaftsbank mit Sitz in der brandenburgischen Stadt Neuruppin im Landkreis Ostprignitz-Ruppin.

## Geschichte
Die heutige Raiffeisenbank Ostprignitz-Ruppin eG wurde am 27. November 1990 in Neuruppin neugegründet. Zuvor firmierte sie als Raiffeisenhandelsgenossenschaft (BHG) eG.
Die heutige Raiffeisenbank Ostprignitz-Ruppin eG entstand im Jahr 1998 durch die Fusion der Raiffeisenbank Ostprignitz eG mit dem Sitz in Kyritz mit der Raiffeisenbank Neuruppin eG mit dem Sitz in Neuruppin. Zuvor fusionierte im Jahr 1994 die Raiffeisenbank Fehrbellin eG mit dem Sitz in Fehrbellin mit der Raiffeisenbank Neuruppin eG.

## Rechtsverhältnisse
Die Raiffeisenbank Ostprignitz-Ruppin eG ist im Genossenschaftsregister beim Amtsgericht Neuruppin unter GnR 135 eingetragen.

## Organisationsstruktur
Rechtsgrundlagen sind das Genossenschaftsgesetz und die durch die Generalversammlung beschlossene Satzung. Organe der Bank sind der Vorstand, der Aufsichtsrat und die Generalversammlung.

## Sicherungseinrichtung
Die Raiffeisenbank Ostprignitz-Ruppin eG ist der amtlich anerkannten Sicherungseinrichtung des Bundesverbandes der Deutschen Volksbanken und Raiffeisenbanken GmbH und der zusätzlichen freiwilligen Sicherungseinrichtung des Bundesverbandes der Deutschen Volksbanken und Raiffeisenbanken e.V. angeschlossen.

## Geschäftsausrichtung
Die Raiffeisenbank Ostprignitz-Ruppin eG betreibt das Universalbankgeschäft. Die Mission der Raiffeisenbank Ostprignitz-Ruppin eG besteht in der Förderung und Betreuung der Mitglieder sowie der Wirtschaft der Region. Die Bank ist Mitglied im Bundesverband der Deutschen Volksbanken und Raiffeisenbanken e. V. (BVR), des Genossenschaftsverband e. V. und der Genossenschaftlichen Finanzgruppe. Im Verbundgeschäft arbeitet sie mit der DZ Bank, R+V Versicherung, Bausparkasse Schwäbisch Hall, Teambank, VR Leasing,  DZ Hyp und der Union Investment zusammen.

## Geschäftsgebiet
Das Geschäftsgebiet liegt im Süden und Osten des Landkreises Ostprignitz-Ruppin.
An diesen Orten betreibt die Bank Filialen:
- Neuruppin (Hauptstelle, jur. Sitz + 1 SB-Geschäftsstelle)
- Kyritz (Geschäftsstelle)
- Wusterhausen/Dosse (SB-Geschäftsstelle)
- Neustadt (Dosse) (Geschäftsstelle)
- Fehrbellin (Geschäftsstelle)